# Sabine Dünser
Sabine Michaela Dünser, née le 27 juin 1977 à Schaan et morte le 8 juillet 2006 à Kitzingen, est une musicienne et chanteuse liechtensteinoise, connue comme chanteuse des groupes de metal gothique Erben der Schöpfung et Elis.

## Biographie
Dünser est née et a grandi à Schaan au Liechtenstein avec sa famille. Son talent est découvert lorsqu’elle est encore une enfant. Quatre ans plus tard, elle commence à apprendre à jouer de la flûte. Certains enseignants ont reconnu chez elle un certain talent musical, et l'encouragèrent dans ses études. Encore a l’école primaire, elle commence à jouer du piano, jusqu’à recevoir un diplôme. En même temps, elle développe sa voix, en partie avec les professeurs de chorale. 
Sabine commence à chanter à 19 ans des morceaux de musique classique en tant que soprano. Elle participe à la Liechtenstein Musical Company, montrant son désir de chanter dans un groupe.
Après sa formation, elle travaille comme orthophoniste dans une école de Triesen.
En 1999, Sabine réalise son projet de chanter dans un groupe grâce à Pete Streit, avec qui elle fondra Elis, et Oliver Falk (Erben der Schöpfung, Weltenbrand), ensemble ils fondent Erben der Schöpfung. Ils sortiront l'album Twilight qui sera accompagné du single Elis et qui paraitront sous le label Napalm Records,,. À la suite de problèmes de divergence musicale, Olivier Falk les quitte en déposant le nom du groupe comme une marque lui appartenant forçant ainsi les autres membres à se renommer. C'est ainsi qu'est créé Elis, qui tire son nom du single d'Erben der Schöpfung et qui viens du poème de Georg Trakl nommé An den Knaben Elis. Ils sortiront alors les albums God's Silence, Devil's Temptation (2003) et Dark Clouds in a Perfect Sky (2004) suivit d'une tournée avec des groupes comme Visions of Atlantis ou Lyriel. Elis enregistre son album-concept Griefshire, que Sabine appelle "son bébé" car elle était à l'origine du concept de l'histoire et de l'univers de l'album. Elis lui a permis de chanter devant un grand public et de s’exprimer musicalement et avec ces paroles. Elle a donc, non seulement, fait de la musique, mais l'a également vécue. On pouvait la trouver facilement après les concerts, toujours souriante. Elle a toujours été très proche de ses fans, signant des autographes, se laissant prendre en photo avec eux ou simplement discutant. Il n'y avait aucun doute sur l'intégrité de sa personne.
Dünser collabore durant sa carrière avec de nombreux groupes comme sur la chanson My Favourite Dream pour l'album du groupe Lyriel, Autumntales, publié le 29 septembre 2006. Elle participe aussi à l'enregistrement de la chanson Koenig In Deinem Herzen du groupe allemand Down Below. Elle enregistre deux chansons avec le groupe suisse Stoneman : Devil In A Gucci Dress et Protect Me et participe à l'enregistrement de la chanson Planet Earth du groupe de musique électronique Zeta X. Ces derniers ne sortiront pas la chanson en raison du décès soudain de Dünser, mais la chanson sera mis sur la compilation Cold Hands Seduction Vol. 63 du magazine Sonic Seducer.

## Mort

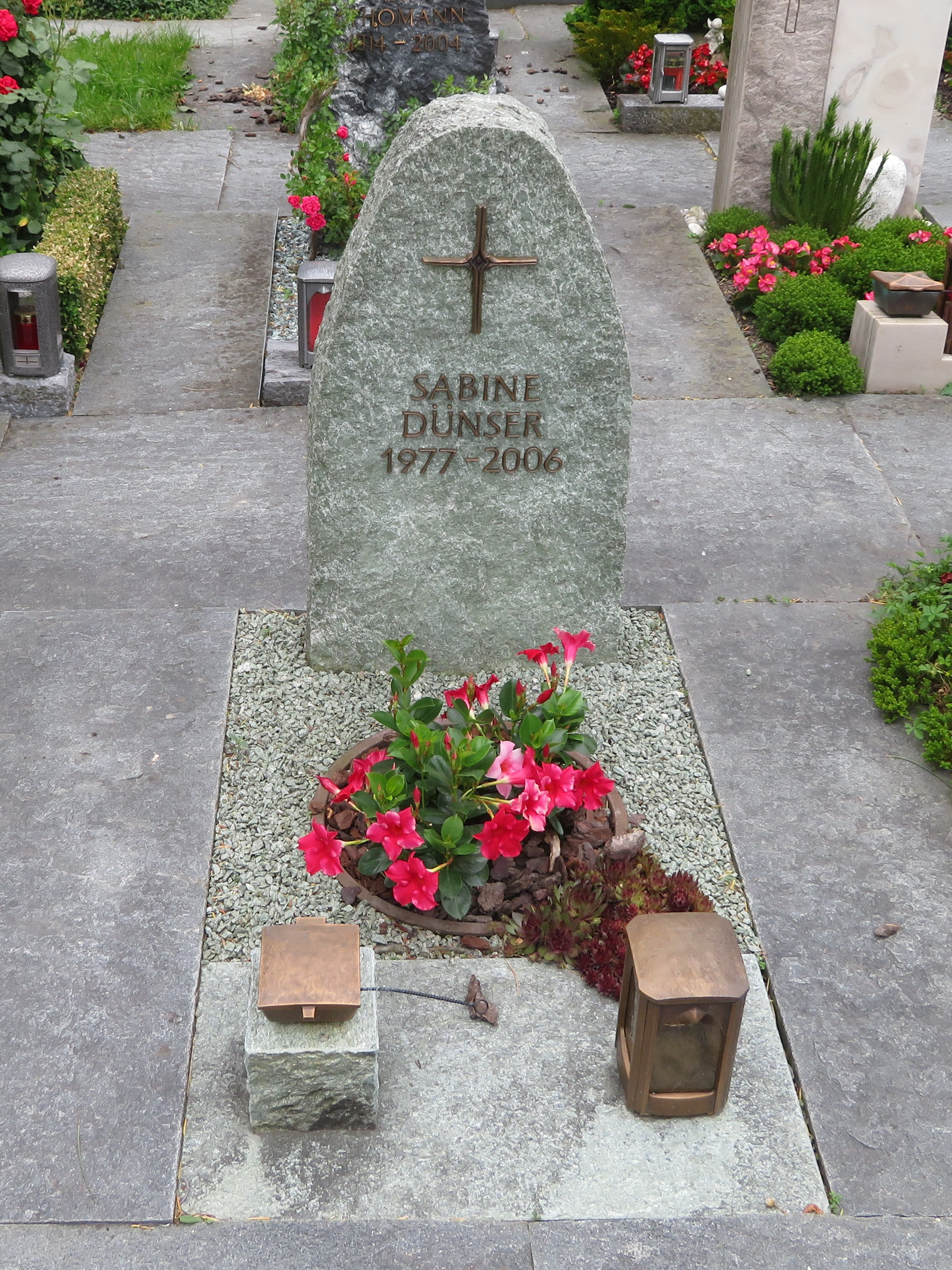
Tombe de Sabine Dünser à Schaan.

Le 9 juillet 2006, le site web de Elis annonce le décès de Sabine Dünser causé par une hémorragie cérébrale le 8 juillet 2006. Dünser s’est effondrée lors d'une répétition du groupe le vendredi 7 juillet, deux semaines avant le concert d'Elis au Battle of Metal Festival en Allemagne.
Après sa mort, Elis décide de sortir néanmoins Griefshire.

## Production

### Erben der Schöpfung

#### Albums Studio
- Twilight (2001)

#### Singles
- Elis (2001)

### Elis

#### Albums Studio
- God's Silence, Devil's Temptation (2003)
- Dark Clouds in a Perfect Sky (2004)
- Griefshire (2006)

#### Singles
- Show Me the Way (2007)